# Граб
Граб (лат. Cárpinus) — род относительно небольших лиственных деревьев из семейства Берёзовых (Betulaceae).

## Распространение и экология
Представители рода произрастают в северном полушарии, большинство видов в Азии, особенно в Китае. В Европе только два вида.
Граб растёт медленно, предпочитает достаточно увлажнённые известковые, рыхлые и богатые почвы; некоторые виды выносят сухие известковые почвы; не выносят заболоченных и кислых почв.
По степени теневыносливости отдельные виды очень различны. Образуют обильную пнёвую поросль. Корневые отпрыски дают редко.
Граб используется в пищу личинками некоторых чешуекрылых, в том числе осенней пяденицы, зимней пяденицы, пирамидальной совки.
Согласно находкам ископаемых остатков, род был чрезвычайно широко распространён в Евразии. Появляется в конце третичного периода в Азии и немного позднее в Европе, достигая наибольшего распространения в миоцене. Иногда именуется не прямым именем Carpinus, а с некоторыми вариантами, например Carpiniphyllum.

## Ботаническое описание

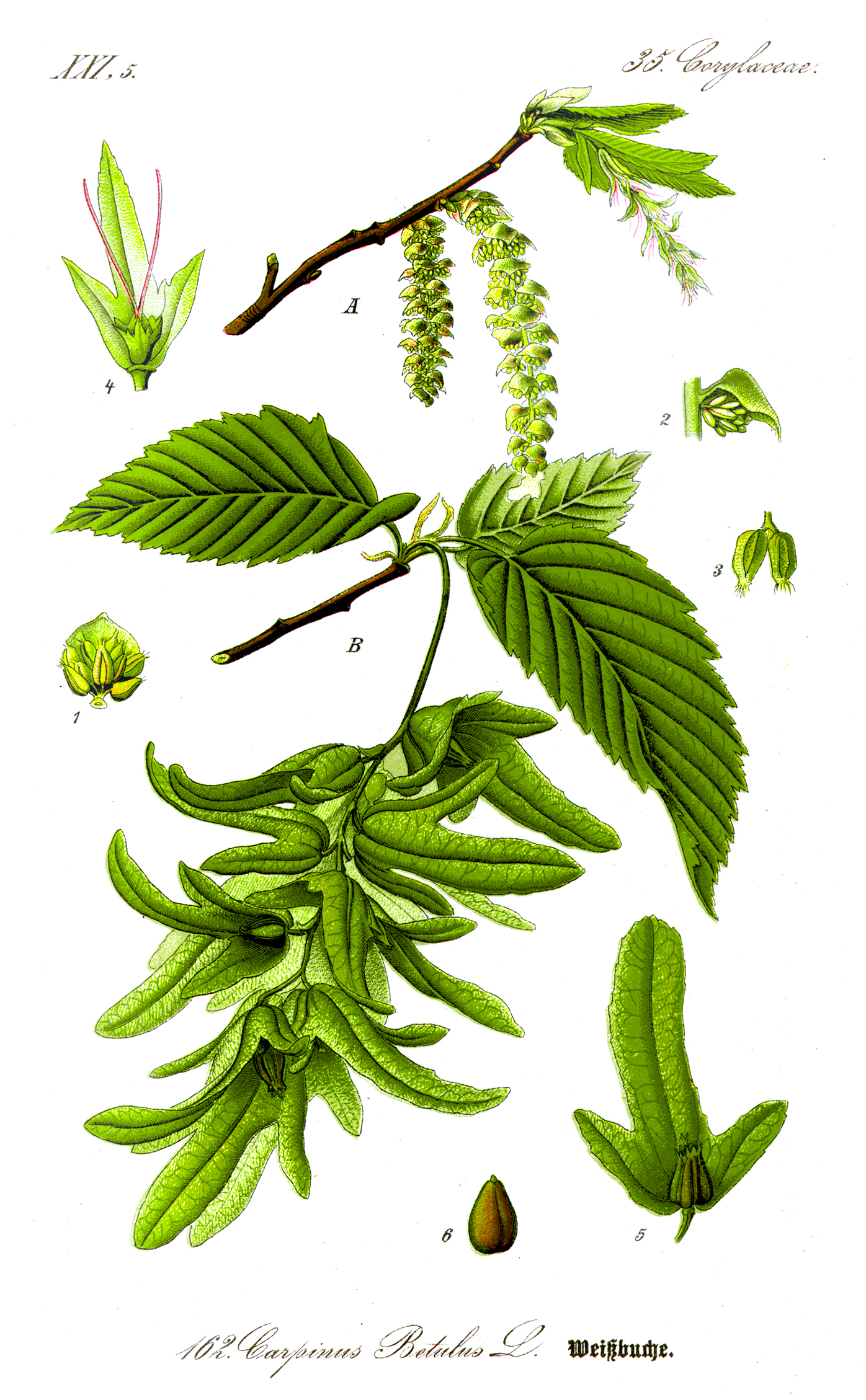
Граб обыкновенный.

Дерево, реже крупные кустарники, с продольно-ребристыми стволами, покрытыми гладкой или малотрещиноватой серой корой. Крона густая и не широкая, каркас которой состоит из относительно тонких ветвей.
Листорасположение двурядное, очерёдное. Почки сидячие, острые, покрыты чешуйками. Листья простые, опадающие, длиной 3—10 см, эллиптические или овальные, дважды зубчатые, с параллельно-перистым жилкованием, в почке складчатые, с опадающими прилистниками.
Цветки раздельнополые, однодомные, опыляются ветром, в серёжках, распускающихся одновременно с листьями. Тычиночные цветки без околоцветника, в боковых узкоцилиндрических серёжках из прицветной чешуи, из 4—12 тычинок, с тонкими, вверху раздвоенными нитями, несущими совершенно раздельные волосистые на верхушке пыльники. Пестичные цветки в малоцветковых верхушечных серёжках, сидят по два в пазухах мелких, скоро опадающих, покровных чешуек; цветок состоит из нижней двугнездной завязи с двумя длинными, нитевидными рыльцами на коротком столбике, сросшейся с мелким, едва заметным околоцветником.
Плоды — орешки в числе 10—30, одногнездные, односемянные, почти деревянистые, продольно-ребристые, сидящие в основании листовидной обёртки (плюски). Семена без эндосперма с мясистыми, при прорастании, надземными семядолями. Плодоносит обильно и ежегодно.

## Значение и применение

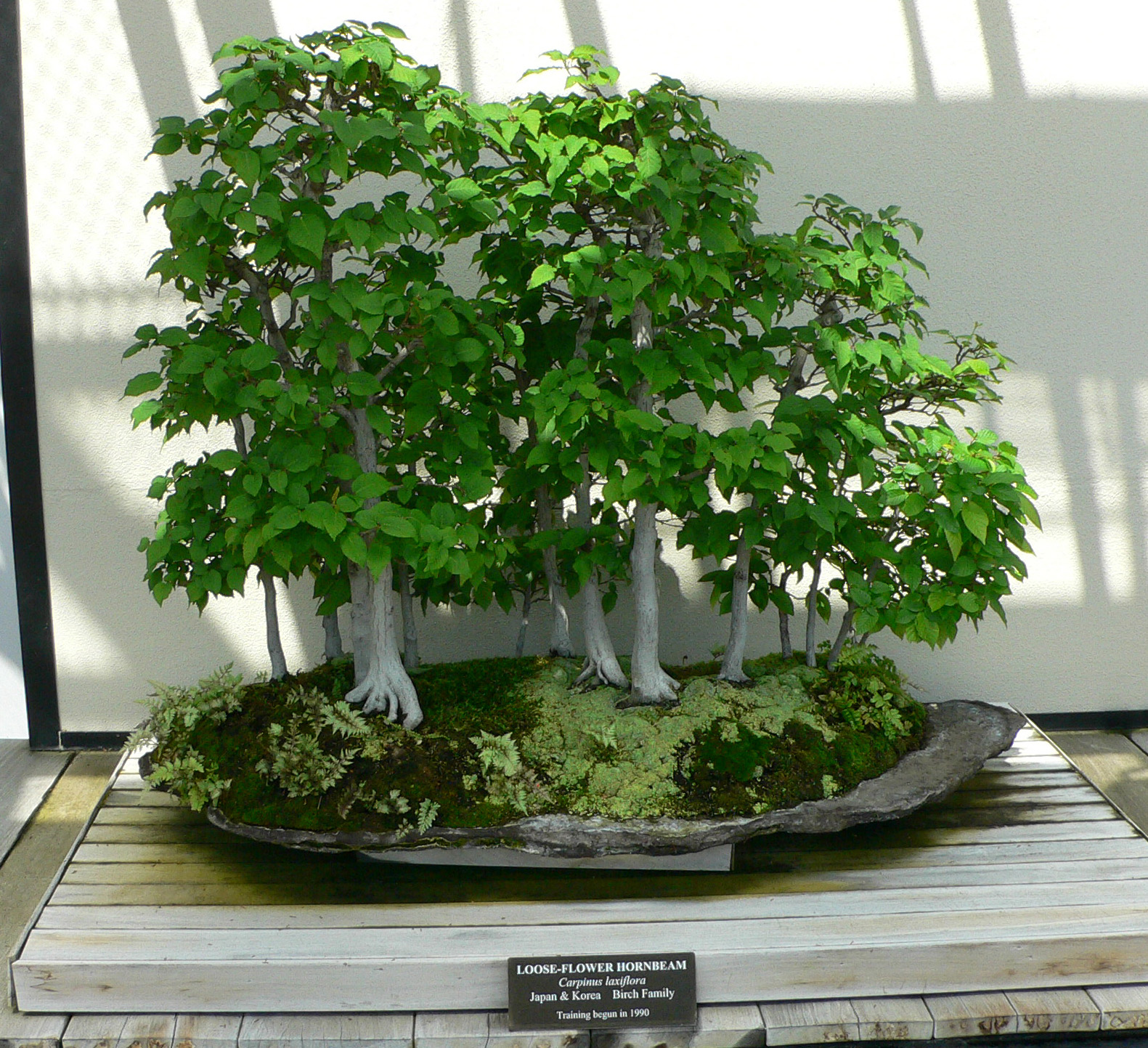
Бонсай из граба редкоцветкового

Применяется граб для одиночных и групповых посадок в парках, для различных топиарных сооружений (живых изгородей, стен, беседок); все виды граба выносят стрижку и благодаря медленному росту долго держат её.
Цвет древесины беловато-серый. Средняя плотность граба в сухом состоянии 750 кг/м3. Твёрдость по Бринеллю 3,5 кгс/мм2. Сохнет медленно, могут происходить растрескивания. Режущим инструментом обрабатывается с трудом. Без надлежащей обработки плохо противостоит гнилостным процессам. Капризен при полировании, имеет высокий коэффициент объёмной усушки.
Из древесины граба изготавливают музыкальные инструменты, шпон, токарные изделия, напольные покрытия. Издавна применялся в машиностроении, в частности, для изготовления ткацких челноков. Полы из грабового паркета сильно рассыхаются вследствие сезонных колебаний влажности.
Используется при создании бонсаев.

## Классификация

### Таксономия
Род Граб входит в подсемейство Лещиновые (Coryloideae) семейства Берёзовые (Betulaceae) порядка Букоцветные (Fagales).
Некоторые ботаники относят его к отдельному семейству Лещиновые (Corylaceae) вместе с лещиной (Corylus) и хмелеграбом (Ostrya).
|  |                                      |  |                                                             |                                                             |                     |  | ещё 7 семейств (согласно Системе APG II) | ещё 7 семейств (согласно Системе APG II)                   |                                                            |  |        |  | ещё 3 рода | ещё 3 рода |  |
|  |                                      |  |                                                             |                                                             |                     |  | ещё 7 семейств (согласно Системе APG II) | ещё 7 семейств (согласно Системе APG II)                   |                                                            |  |        |  | ещё 3 рода | ещё 3 рода |  |
|  |                                      |  |                                                             | порядок Букоцветные                                         |                     |  |                                          |                                                            | подсемейство Лещиновые                                     |  |        |  |            |            |  |
|  |                                      |  |                                                             | порядок Букоцветные                                         |                     |  |                                          |                                                            | подсемейство Лещиновые                                     |  | 41 вид |  |            |            |  |
|  | отдел Цветковые, или Покрытосеменные |  |                                                             |                                                             | семейство Берёзовые |  |                                          |                                                            | род Граб                                                   |  |        |  |            |            |  |
|  | отдел Цветковые, или Покрытосеменные |  |                                                             |                                                             |                     |  |                                          |                                                            |                                                            |  |        |  |            |            |  |
|  |                                      |  | ещё 44 порядка цветковых растений (согласно Системе APG II) | ещё 44 порядка цветковых растений (согласно Системе APG II) |                     |  |                                          | ещё одно подсемейство, Берёзовые (согласно Системе APG II) | ещё одно подсемейство, Берёзовые (согласно Системе APG II) |  |        |  |            |            |  |
|  |                                      |  |                                                             | ещё 44 порядка цветковых растений (согласно Системе APG II) |                     |  |                                          |                                                            | ещё одно подсемейство, Берёзовые (согласно Системе APG II) |  |        |  |            |            |  |

### Виды
Согласно данным Королевских ботанических садов Кью род насчитывает 41 вид:
| - Carpinus betulus L. typus — Граб обыкновенный, или Граб европейский - Carpinus caroliniana Walter — Граб каролинский - Carpinus chuniana Hu - Carpinus cordata Blume — Граб сердцелистный - Carpinus dayongiana K.W.Liu & Q.Z.Lin - Carpinus eximia Nakai - Carpinus faginea Lindl. - Carpinus fangiana Hu — Граб Фана - Carpinus fargesiana H.J.P.Winkl. - Carpinus hebestroma Yamam. - Carpinus henryana (H.J.P.Winkl.) H.J.P.Winkl. - Carpinus japonica Blume — Граб японский - Carpinus kawakamii Hayata - Carpinus kweichowensis Hu - Carpinus laxiflora (Siebold & Zucc.) Blume — Граб редкоцветковый - Carpinus lipoensis Y.K.Li - Carpinus londoniana H.J.P.Winkl. - Carpinus luochengensis J.Y.Liang - Carpinus mengshanensis S.B.Liang & F.Z.Zhao - Carpinus mianningensis T.P.Li - Carpinus microphylla Z.C.Chen ex Y.S.Wang & J.P.Huang | - Carpinus mollicoma Hu - Carpinus monbeigiana Hand.-Mazz. - Carpinus omeiensis Hu & W.P.Fang - Carpinus orientalis Mill. — Граб восточный, или Граб чёрный, или Грабинник - Carpinus paohsingensis W.Y.Hsia - Carpinus polyneura Franch. - Carpinus pubescens Burkill — Граб пушистый - Carpinus purpurinervis Hu - Carpinus putoensis W.C.Cheng - Carpinus rankanensis Hayata - Carpinus rupestris A.Camus - Carpinus ×schuschaensis H.J.P.Winkl. — Граб шушинский - Carpinus shensiensis Hu - Carpinus shimenensis C.J.Qi - Carpinus tientaiensis W.C.Cheng - Carpinus tropicalis (Donn.Sm.) Lundell - Carpinus tsaiana Hu - Carpinus tschonoskii Maxim. — Граб Чоноски - Carpinus turczaninowii Hance — Граб Турчанинова - Carpinus viminea Wall. ex Lindl. |

| |  |  |  |  |
| Слева направо: Ствол (Граб каролинский). Листья (Граб восточный). Мужские серёжки (Граб Чоноски). Женские цветки (Граб японский). Семена (Граб обыкновенный). |  |  |  |  |